# Adelheid af Meissen
Adelheid af Meissen (født 1160, død 1211) var dronning af Bøhmen fra 1198 til 1199. Hun var datter af markgreve Otto af Meissen og blev gift i 1178 med den senere kong Ottokar 1. af Bøhmen. Da Ottokar opløste ægteskabet i 1199, gjorde hun indsigelse og førte i mere end 10 år end lang proces for at blive anerkendt som hans retmæssige hustru og dronning. Hun inddrog tidens højeste gejstlige og verdslige embedspersoner.
Adelheid var mor til dronning Dagmar, gift med Kong Valdemar Sejr af Danmark.

## Biografi
Adelheid tilhørte fyrsteslægten Wettin og blev født efter 1160 som datter af markgreve Otto den Rige af Meissen. Hun mødte sin fremtidige ægtemand i 1170'erne, hvor Ottokar var i eksil i Meissen, og de blev gift i 1178. De blev muligvis tvunget til at gifte sig på grund af graviditet og brylluppet fandt sted uden deltagelse og samtykke fra deres familier. I 1179 bosatte de sig i Bøhmen, da Ottokars bror Frederik overtog magten. Ottokar modtog Markgrevskabet Mæhren som len, hvor han deltog i flere krigshandlinger, inden han i 1192 blev anerkendt som hertug af Bøhmen af den tyske kejser Henrik 6.. Allerede i 1193 blev han afsat, og han og hans familie blev tvunget til igen at forlade Bøhmen og vende tilbage til Tyskland. Adelheid vendte tilbage til sit barndomshjem hos broderen Didrik i Meissen, mens Ottokar gjorde tjeneste hos forskellige tyske fyrster, og parret levede adskilt. Da Ottokar vendte tilbage til Bøhmen i 1197, fulgte hun ikke med ham. Efter mere end 20 års børnerigt ægteskab anmodede Ottokar om en annullering af ægteskabet på grund af for nært slægtskab og giftede sig igen i 1199 med Constance af Ungarn. Adelheid anerkendte ikke skilsmissen, men hun fandt ringe vilje hos paven til at kæmpe for hendes sag. Paven trak dog skilsmisseprocessen i langdrag for at presse kong Ottokar. I 1205 vendte Adelheid tilbage til Bøhmen med sine døtre, men da Ottokars anden hustru fødte en søn samme år, erklærede paven skilsmissen for gyldig, og Adelheid forlod Bøhmen.
Af hendes børn blev datteren Markéta i 1205 gift med kong Valdemar Sejr af Danmark. Hun blev i Danmark kendt under navnet Dronning Dagmar.